# Sextus Pompeius (Konsul 35 v. Chr.)
Sextus Pompeius war ein römischer Konsul im Jahr 35 v. Chr.
Er war Sohn und Enkel eines Sextus Pompeius. Über seine Person und seine Karriere ist weiter nichts bekannt. Das Konsulat wird in einigen Inschriften und historischen Werken erwähnt. Am 1. September 35 v. Chr. wurde Pompeius durch den Suffektkonsul Titus Peducaeus ersetzt.
Der Hintergrund des Konsulsamts für Sextus Pompeius lag darin, dass für das Jahr 35 v. Chr. einige Jahre zuvor Pompeius’ bekannter Namensvetter Sextus Pompeius in dessen Vertrag von Misenum mit dem Zweiten Triumvirat als Konsul vorgesehen war. Dies kam jedoch nach dem Wiederaufleben des Konflikts mit dem Triumvirn, der endgültigen Niederlage des Sextus Pompeius und seiner nachfolgenden Hinrichtung nicht zustande. Durch die Ernennung des ansonsten unbedeutenden Namensvetters wurde der Vertragstext auf eine zynisch-symbolische Weise eingehalten.